# Karl Hart
Karl Hart (n. 1858, Panciova, Južnobanatski upravni okrug, Serbia – d. 1920, Timișoara, România) a fost un arhitect și antreprenor în construcții care a activat în Timișoara.

## Parcursul profesional
Între 1868–1876 a urmat școala generală și liceul la Panciova. Apoi, până în 1880 a urmat Școala de Meserii Secția Construcții din Viena. În 1891 s-a stabilit în Timișoara, unde la început a lucrat ca desenator și proiectant în atelierul arhitectului Eduard Reiter. În 1892 a obținut diploma de arhitect. Deși avea propria sa firmă de arhitectură, a continuat să colaboreze cu Reiter, în special în calitate de constructor, devenind treptat constructorul-șef al Timișoarei.

## Activitate

### Arhitect
| Poz. | Descriere | Adresă, Coordonate                                                        | Data autorizării, data terminării | Imagine | Note                                     |
| ---- | --- | ------------------------------------------------------------------------- | --------------------------------- | ------- | ---------------------------------------- |
| 1    | Casa Rudolf (Rezső) Menczer, stil eclectic istoricist neobaroc. Începând din 1897 a găzduit farmacia Kolomán Skribanek. Actual găzduiește Clinica Obstetrică-Ginecologie I a Spitalului Clinic Municipal de Urgență Timișoara. Parțial reabilitată. Face parte din Situl urban „Vechiul Cartier Iosefin”, cod LMI TM-II-s-B-06098. | Bd. 16 decembrie 1989, nr. 27 45°44′40″N 21°12′53″E / 45.7445°N 21.2146°E | 26 aug 1894/ 30 iulie 1895        |         | [ 6 ] [ 7 ] [ 8 ]                        |
| 2    | Sinagoga din Iosefin. Stil eclectic istoricist cu elemente maure, neoromanice și neogotice. | Bd. Iuliu Maniu, nr. 55 45°44′39″N 21°12′21″E / 45.7443°N 21.2058°E       | 1895                              |         | [ 6 ] [ 9 ] [ 10 ] [ 11 ] [ 12 ] [ 13 ]  |
| 3    | Biserica catolică din Deta. Face parte din Ansamblul urban „Străzile Victoriei și Mihai Viteazul”, cod LMI TM-II-a-B-06217 | Calea Victorei, nr. 42, Deta 45°23′45″N 21°13′32″E / 45.3957°N 21.2256°E  | 1898/ 1900                        |         | [ 3 ]                                    |
| 4    | Școala Populară Comunală Elementară, actual Școala Gimnazială Nr. 12. Stil eclectic istoricist. Starea în 2015: clădire reabilitată. Face parte din Ansamblul urban IV, cod LMI TM-II-a-B-06104 | Bd. Regele Carol I, nr. 17 45°44′39″N 21°12′35″E / 45.7442°N 21.2096°E    | 1900                              |         | [ 9 ] [ 10 ] [ 14 ] [ 15 ]               |
| 5    | Casa Karl Hart, stil eclectic istoricist neobaroc. Nereabilitată. Face parte din Situl urban „Vechiul Cartier Iosefin”, cod LMI TM-II-s-B-06098. | P-ța Alexandru Mocioni, nr. 3 45°44′45″N 21°13′02″E / 45.7458°N 21.2171°E | 1900/ 1901                        |         | [ 6 ] [ 16 ] [ 17 ] [ 18 ] [ 19 ] [ 20 ] |
| 6    | Palatul Bejan din Lugoj. Stil baroc târziu cu influențe de Art Nouveau la parter. Reabilitat. | Str. Unirii, nr. 1 45°41′03″N 21°54′16″E / 45.6842°N 21.9045°E            | 1900/ 1901                        |         | [ 3 ] [ 21 ] [ 22 ]                      |
| 7    | Palatul Mór Löwy. Stil eclectic istoricist cu elemente clasiciste și neobaroce. Face parte din Ansamblul urban Fabric (II), cod LMI TM-II-a-A-06097. | Bd. 3 august 1919, nr. 19 45°45′27″N 21°14′47″E / 45.7575°N 21.2464°E     | 25 apr 1907/ 28 ian 1908          |         | [ 23 ] [ 24 ] [ 25 ]                     |

### Constructor
| Poz. | Descriere | Adresă, Coordonate                                                                                       | Data autorizării, data terminării                  | Imagine | Note                                     |
| ---- | --- | --- | -------------------------------------------------- | ------- | ---------------------------------------- |
| A    | Fosta Școală de Stat de Meserii (actual Colegiul Tehnic „Emanuil Ungureanu”). Starea în 2015: nereabilitat. Face parte din Ansamblul urban II, cod LMI TM-II-a-B-06100. | P-ța Huniade, nr. 3 45°45′09″N 21°13′42″E / 45.7525°N 21.2282°E                                          | 1989/ 1900 Albert Vigh (1864–1946)                 |         | [ 3 ] [ 26 ]                             |
| B    | Palatul Apelor (Palatul Societății de Hidroameliorări Timiș Bega, Palatul Regionalei CFR Timișoara, Palatul Direcției Apelor Banat) stilul anilor 1900 eclectic cu elemente istoriciste, neobaroce și ale ordinului ionic. Reabilitat între 2010–2018. Face parte din Situl urban „Vechiul Cartier Iosefin”, cod LMI TM-II-s-B-06098. | Bd. 16 decembrie 1989, nr. 2 Spl. Tudor Vladimirescu, nr. 14 45°44′57″N 21°13′10″E / 45.7492°N 21.2194°E | 13 aug 1900/ 29 aug 1901 Lipót Baumhorn            |         | [ 6 ] [ 10 ] [ 27 ] [ 28 ] [ 29 ] [ 30 ] |
| C    | Palatul și Biserica Comunității Reformate, stilul anilor 1900 eclectic cu elemente neogotice. Antreprenor arh. Karl Hart. Parțial reabilitate. Face parte din Situl urban „Vechiul Cartier Iosefin”, cod LMI TM-II-s-B-06098. | Str. Timotei Cipariu, nr. 1 45°44′53″N 21°13′07″E / 45.7481°N 21.2185°E                                  | 15 sep 1901/ 1902 Károly Nagy jr. László Jánosházy |         | [ 3 ] [ 6 ] [ 16 ] [ 31 ] [ 32 ] [ 33 ]  |
| D    | Școala Superioară de Stat de Fete (actual Colegiul Național Pedagogic „Carmen Sylva”). Stilul anilor 1900, eclectic cu elemente neogotice. Starea în 2015: reabilitat. Este monument istoric, cod LMI TM-II-m-B-06148. | Bd. C.D. Loga, nr. 45 45°45′15″N 21°14′09″E / 45.7541°N 21.2358°E                                        | 1903/ 1904 Lipót Baumhorn                          |         | [ 3 ] [ 34 ]                             |
| E    | Azilul de Stat pentru Copii (actual Secția Clinică Neonatologie Prematuri din cadrul Spitalului Clinic de Urgență pentru Copii „Louis Țurcanu” Timișoara | P-ța Regina Maria, nr. 3 45°45′12″N 21°13′14″E / 45.7532°N 21.2206°E                                     | 1904                                               |         | [ 3 ] [ 35 ] [ 36 ]                      |